# 德克蘭·約翰
德克蘭·約翰（英語：Declan John；1995年6月30日—）是一位威爾士足球運動員。在場上的位置是後衛。現效力於英甲球队博尔顿。他也代表威爾士國家足球隊參賽。

## 球會生涯
德克蘭·約翰在卡迪夫城接受足球訓練，2012年8月14日首次在職業比賽上場，該場比場是英格蘭足球聯賽盃第一輪作客對北安普顿，以2-1戰敗出局。2013年1月5日英格蘭足總盃作客對马科斯菲尔德，約翰第二次代表卡迪夫城上場，同樣又以2-1戰敗出局。
德克蘭·約翰的聯賽首秀是2013年8月17日以2-0不敵西汉姆联，這亦是他首場英超比賽。12月他與球會簽下長約至2018年。13/14球季，他共在聯賽上場20次，大多是替補在下半場入替，而球隊最終亦降回英冠聯賽。
新球季新教練，拉塞尔·斯来德不起用約翰，並在2015年3月把他外借到班士利至季末，期間共上場9次。外借結束後回到卡城，約翰在15/16球季上半季只在聯賽上場一次而已，於是2016年2月被外借到英甲球會切斯特菲尔德.，上場6次後在4月14日被召回至母會。
2016/17球季揭幕日，德克蘭·約翰以先發身份上場對伯明翰城，以0-0悶和完場，賽後他當選為全場最佳球員。

## 國家隊生涯
德克蘭·約翰首次被威爾斯成年隊徵召是2013年9月舉行的2014年世界盃足球賽資格賽，該兩場比賽他均是未有上場的替補員。10月份對馬其頓和比利時的比賽亦同樣被徵召上成年隊，並在10月11日主場1-0擊敗馬其頓的賽事中首次為威爾斯上場並踢滿90分鐘，最終以1-0全取3分。

## 外部連結
- 足球数据库：德克蘭·約翰的球员统计数据
- Wales profile （页面存档备份，存于） @ UEFA